# Sefer haMitzvot

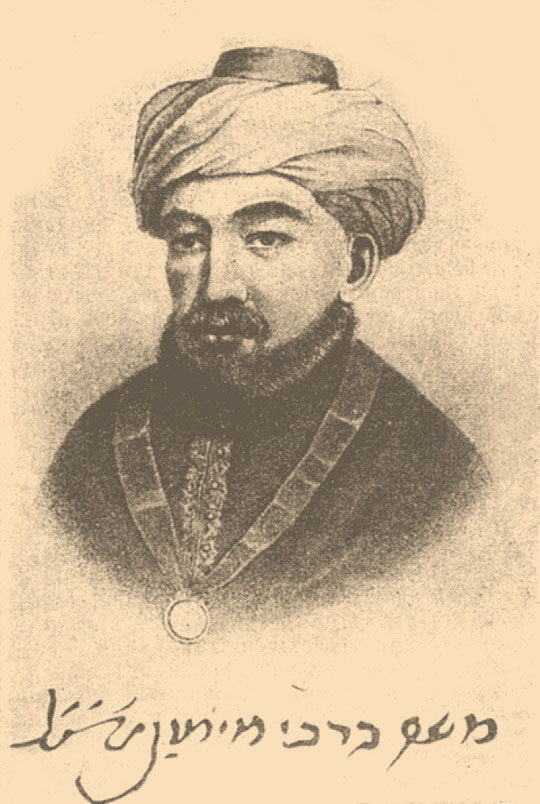
Ritratto di Maimonide con la sua firma

Sefer haMitzvot o Sefer Hamitzvot ("Libro dei Comandamenti") è un'opera del rabbino, filosofo e medico Maimonide. Mentre esistono altri libri con titoli simili il titolo "Sefer Hamitzvot", senza variazioni o aggiunte, si riferisce soltanto all'opera di Maimonide. È una lista di tutti i comandamenti (Mitzvot, precetti) della Torah con una breve descrizione per ciascuno di essi.
In origine l'opera apparve scritta in arabo col titolo Kitāb al-farāʾiḍ ("Libro degli Obblighi") e fu tradotta in ebraico dal rabbino provenzale Moses ibn Tibbon (prima edizione a stampa 1497). Una nuova traduzione fu eseguita dall'originale arabo dallo studioso ebreo yemenita Rabbi Yosef Qafih.
L'opera elenca, quindi descrive e commenta, le 613 mitzvòt o precetti contenuti nella Sacra Scrittura (Pentateuco), descritti in modo che siano comprensibili a tutti. Maimonide utilizza un insieme di 14 regole (shorashim) per determinare, fra i comandamenti scritti nella Torah, quali siano da includere nella lista dei precetti rispetto ai comandi che Dio ha dato in vari punti della Torah ma che si riferiscono ad azioni particolari compiute una sola volta. Si tratta dell'elenco più autorevole dei 613 precetti dell'ebraismo e fu più volte commentato, fra gli altri, dal Nachmanide (Rabbi Moshe ben Nahman Girondi o RaMBaN). Al precetto negativo n° 290 Maimonide scrive una frase celebre: "È meglio e più soddisfacente assolvere mille colpevoli piuttosto che mettere a morte un solo innocente".

## Le 14 "radici" delle mitzvòt
Nel Sefer Hamitzvot Maimonide elenca tutte le 613 mitzvòt contenute nella Torah (Pentateuco) e afferma che la sua selezione è stata guidata dai seguenti 14 shorashim (radici o principi):

(N.B.: per ogni regola, Maimonide cita molti esempi illustrativi.  Qui di seguito se ne elencano solo uno o due per ciascuna regola)
1. Non si contano i comandamenti di origine rabbinica (dalla legge orale), come accendere candele ad Hanukkah e leggere il libro di Ester a Purim.
2. Non si contano i comandamenti derivati usando le 13 regole ermeneutiche (Regole di Rabbi Yishmael), come la reverenza per gli esperti della Torah, che Rabbi Akiva ha derivato dal verso del Deuteronomio 10:20[1]: "Temerai l'Eterno, il tuo DIO, a lui servirai, rimarrai stretto a lui e giurerai nel suo nome."
3. Non si contano i comandamenti che non sono storicamente permanenti, come la proibizione in Numeri 8:25[2]: che il Levita "all'età di cinquant'anni smetterà di compiere questo lavoro di servizio (nel Tabernacolo) e non servirà più".
4. Non si contano i comandamenti che comprendono tutta la Torah, come il comando in Esodo 23:13[3]: "Farete attenzione a tutte le cose che vi ho detto".
5. Non si conta come comandamento distinto la ragione di un comandamento. Per esempio la Torah proibisce alla moglie di risposare il primo marito dopo che si è sposata col secondo. La Torah poi aggiunge: "e tu non macchierai di peccato il paese." (Deuteronomio 24:4[4]) Tale affermazione finale è la ragione che spiega la precedente proibizione, quindi non si conta separatamente.
6. In comandamenti con componenti sia positive sia negative la positiva conta come precetto positivo mentre la negativa conta come precetto negativo, come l'obbligo di riposare di sabato e il divieto di lavorare in quel giorno. Riposare è un'istruzione positiva, lavorare conta come proibizione negativa.
7. Non si contano i dettagli di un comandamento che ne definiscono le modalità applicative, come nell'ordine ai peccatori di offrire un animale in espiazione.  Se non possono permetterselo possono invece offrire due uccelli; e se non possono permettersi gli uccelli, possono in loro vece offrire della farina (Levitico 5[5]). Quindi un peccatore ricco offrirà un animale, il peccatore povero invece offrirà la farina. Questo tipo di offerta in espiazione (il korban `oleh ve-yored) conta come comandamento unico sebbene includa tre situazioni differenti dipendenti dallo stato del peccatore.
8. La negazione (fattuale) di un obbligo non si conta come divieto, in apparenza ovvio ma chiarisce un rischio di ambiguità linguistica in ebraico.
9. Si conta una sola volta lo stesso obbligo o divieto anche se ripetuto più volte, perché contano i concetti e non le affermazioni, come per il divieto di bere sangue che si trova in sette versetti (Levitico 3:17,7:26[6] e altrove).
10. Non si contano separatamente i preparativi introduttivi all'esecuzione di un comandamento, come in Levitico 24:2-10[7], dove i sacerdoti eseguono il comandamento dell'offerta del pane (lechem ha-panim) sulla Tavola (shulchan) nel Tabernacolo. I particolari su come cuocere il pane non si contano (5-7[8]).
11. Non si contano separatamente le parti di un comandamento se la loro combinazione è necessaria per quel comandamento, come le quattro specie vegetali per Sukkot.
12. Non si contano separatamente le attività necessarie a compiere il comandamento, come nel processo di sacrificare un animale in olocausto (`olah) e aspergerne il sangue, scuoiarlo, ecc. Tali azioni non vengono contate separatamente ma l'intero procedimento di sacrificare un olah conta come unico comandamento.
13. Si conta una volta sola un comandamento eseguito in più giorni, come le offerte animali (mussaf) nei sette giorni di Sukkot.
14. Si conta come un obbligo ciascuna forma di punizione, come la pena di morte per lapidazione ordinata per il blasfemo (Levitico 24:16[9]), l'adoratore di Moloch (20:2[10]) e altri peccatori, che conta una volta sola.

## Commentari
L'opera è stata fatta oggetto di numerosi commentari, compreso uno di Nahmanide, un altro intitolato  Meghillath Esther ("Scrollo di Ester" di Isaac de Leon, il cui riferimento non riguarda il biblico Libro di Ester, e altri intitolati Lev Sameach e Kin'ath Soferim. In un'appendice Nahmanide enumera quei comandamenti che avrebbero meritato di essere inclusi individualmente.

## Influenze
Quest'opera è considerata la lista più autorevole dei comandamenti ebraici e molte opere successive si basano sulla sua enumerazione (alcune con qualche variazione minore).